# Беневская, Мария Аркадьевна
Мария Аркадьевна Беневская (Беневская-Степанок) (1882, Иркутск — 1942, Ленинград) — эсерка-террористка, участница революционного движения в Российской империи в начале XX века. Член Боевой организации партии социалистов-революционеров.

## Семья
Отец Аркадий Семёнович Беневский (1840—1913) происходил из дворянской семьи; получил военное воспитание; генерал-лейтенант от инфантерии. Был губернатором Амурской области. В 1877 году женился на Нине Викторовне Иващенко.

Мать Нина Викторовна Иващенко (1855—1906), дочь генерал-майора Виктора Алексеевича Иващенко (05 октября 1818—1889); до брака с Беневским была вдовой врача по фамилии Савицкий. Происходила из состоятельного дворянского рода; получила хорошее воспитание. В 1906 году покончила жизнь самоубийством.

Братья Михаил (1878—1897) и Иван (р. 1880 год) родились в Киеве, оба получили хорошее образование; Михаил — юридическое, а Иван — агрономическое.

## Биография
Мария Беневская родилась 25 апреля 1882 года в Иркутске. Как и братья, воспитывалась в строгом соответствии с христианскими заповедями. С детства была знакома с будущим террористом Борисом Савинковым, который оказал на Марию большое влияние. Беневская получила хорошее образование; сначала училась в гимназии, затем в Университете Галле на естественном факультете, в Берне и затем в Петербургском женском медицинском институте.

### В Боевой организации
В 1905 году Мария Беневская вступила в Боевую организацию партии социалистов-революционеров. Рекомендацию для вступления дал Борис Савинков, к тому времени уже один из руководителей организации. Она вела жизнь профессионального революционера, работала в качестве техника (изготавливала бомбы) и пользовалась партийной кличкой «Генриетта». Несмотря на участие в революционном терроре, Беневская до конца жизни оставалась глубоко религиозным человеком.
Румяная, высокая, со светлыми волосами и смеющимися голубыми глазами, она поражала своей жизнерадостностью и весельем. Но за этой беззаботной внешностью скрывалась сосредоточенная и глубоко совестливая натура.
Именно её, более чем кого-либо из нас, тревожил вопрос о моральном оправдании террора. Верующая христианка, не расстававшаяся с Евангелием, она каким-то неведомым и сложным путём пришла к утверждению насилия и к необходимости логичного участия в терроре. — Савинков Б. «Воспоминания террориста». М., 1991
Весной 1906 года Борис Савинков привлек Беневскую к организации убийства революционера Татарова, уличенного в сотрудничестве с охранным отделением.
Беневская была замужем за Борисом Николаевичем Моисеенко, тоже эсером и участником революционного террора. Они с ним обвенчались 21 августа (3 сентября) 1906 в Александро-Невской церкви Московской пересыльной тюрьмы, обряд венчания совершил священник Иосиф Фудель После её ареста Моисеенко был выслан властями в Забайкальскую область, где его жена отбывала каторгу. По всей видимости, прекращение их отношений приходится на 1909 год, когда Моисеенко покинул Сибирь и выехал за границу.
В апреле 1906 года Беневской на конспиративную квартиру принесли готовый снаряд, прося его разрядить. Когда она вынула запал, произошёл взрыв патрона гремучей ртути, которым Беневской оторвало кисть левой руки, а на правой повредило палец, и осколками изуродовало лицо. По свидетельству Валентины Поповой, Беневская проявила редкое самообладание:
Перевязав кое-как с помощью товарища, жившего с ней [В. И. Шиллерова], изуродованные руки, она заставила его забрать все хранившиеся у них уже готовые снаряды и унести в другое место. Сама же ушла последней, повернув зубами ключ в дверном замке. Она поспешила в первую попавшую лечебницу, где благополучно пробыла недели две. Взять её тотчас же из лечебницы не удалось: израненное лицо слишком обращало внимание. А накануне того дня, когда Б. Н. Моисеенко должен был перевезти М. А. в надежное место, её арестовали.
— В. Попова, «Динамитные мастерские 1906—1907 гг. и провокатор Азеф»
Беневскую арестовали 28 апреля 1906 года. Благодаря её стойкости и мужеству, в руки полиции попала только она, а все, кто вместе с ней готовил покушение, уцелели, даже успели вынести взрывные снаряды, которые им были так нужны.

### После ареста
Марию Аркадьевну Беневскую судили осенью 1906 года по делу о причастности к неудавшемуся покушению на Дубасова (23 апреля 1906 года). Суд проходил в Москве в судебной палате с участием сословных представителей по обвинению в участии в тайном сообществе и приготовлениях к покушению на Дубасова. Защищали её присяжные поверенные Жданов и Малянтович, решением суда Беневская была приговорена к смертной казни. В это время мать Марии, Нина Викторовна, совершает самоубийство, видимо, не перенеся этих событий.
Аркадий Беневский подал на имя царя два прошения, в которых ходатайствовал о помиловании для дочери. Его усилиями приговор в отношении Марии Беневской был изменён на десять лет каторжных работ с лишением всех прав состояния. Мария Беневская отбывала каторгу в Мальцевской тюрьме, в 1909 году отправлена на поселение в Баргузин Забайкальской губернии. В 1910 году она вышла замуж за матроса с мятежного броненосца «Георгий Победоносец» Ивана Кондратьевича Степанока. Вскоре, там же на каторге, у супругов родился сын Илья.
В 1913 году закончился срок ссылки Беневской, она была причислена к мещанскому сословию города Кургана «без восстановления в утраченных по суду правах», без права проживания в европейской части России.

### После 1917 года
После Февральской революции Мария Беневская с семьёй вернулась с каторги и поселилась на родине мужа в Одесской губернии. Семья проживала в бедности. В том же 1917 году переехали в Петроград, где в июле 1917 года Мария родила второго сына — Степана. Потом супруги вновь вернулись на Украину и жили там, пока не были вынуждены уехать из-за голода в начале 30-х. Беневская с семьей снова переехали в Ленинград, где оставались и во время Великой Отечественной войны.
Мария Аркадьевна Беневская умерла весной 1942 года во время блокады.